# ألفرد براون (لاعب كريكت)
ألفرد براون (بالإنجليزية: Alfred Brown)‏ (10 يونيو 1854 - 2 نوفمبر 1900) هو لاعب كريكت بريطاني (وحمل سابقاً جنسية المملكة المتحدة لبريطانيا العظمى وأيرلندا).